# 宜山镇
宜山镇是中华人民共和国浙江省温州市苍南县下辖的一个镇。

## 行政区划
宜山镇下辖以下村级行政区划单位：
球山社区、龙头社区、仁寿社区、前垟社区、站前社区、东兴社区、兴龙社区、环球社区、宜一村、宜二村、塘西村、上黄村、下黄村、林梁村、朱处村、甲第村、吴家库村、严处村、东店村、芙蓉村、珠东村、珠西村、珠后村、浃中堡村、前河蒋村、八岱村、张南村、张北村、谢垟底村、东跳村、上水门村、水亭村、陈家寺村、后垟增村和梁宅村。